# W63CA
EXILIMケータイ W63CA（えくしりむけーたい だぶりゅろくさんしーえー）は、カシオ計算機、並びにカシオ日立モバイルコミュニケーションズ（現・NECモバイルコミュニケーションズ）が日本国内向けに開発した、auブランドを展開するKDDI および沖縄セルラー電話のCDMA 1X WINの携帯電話である。

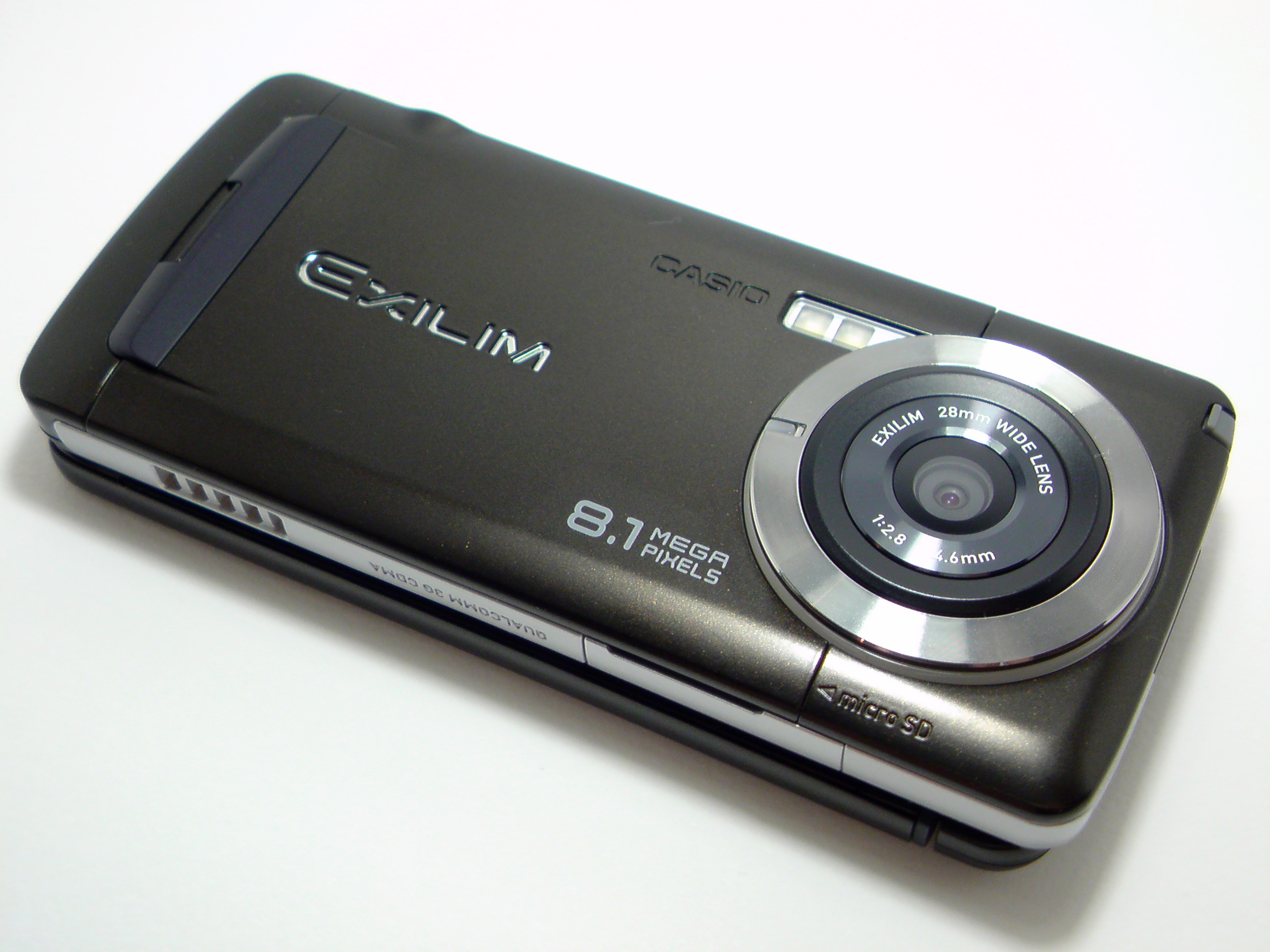
W63CA

## 特徴
カシオのコンパクト型デジタルカメラ「EXILIM」の名を冠した携帯電話の第二弾であり、W53CAの後継モデルである。
日本国内販売の携帯電話のカメラ機能としては最高クラスの809万画素（約8.1Mピクセル）を誇るCMOSを搭載し、「EXILIMエンジン for Mobile」の採用により高画質化を図っている。手振れ補正や9ポイントオートフォーカスに加え、顔検出撮影の機能も加わるなど、機能の多さは健在であるが、形状の問題から光学ズームは採用されていない。代わりに、画像をトリミングしながらズームするオートリサイズズームを採用している。
W53CAと同様、背面側にEXILIMのロゴやレンズリングが目立つ形で配置され、メインディスプレイを外側に配して折りたたむとデジタルカメラであるかのように見えるデザインが意図されている。
また、携帯電話ではWoooケータイ W63Hとともに、世界初となる3.1インチワイドVGA有機ELディスプレイ（ただし、Visual WVGAとして）を採用した。また、W53CAには搭載されていなかった、Bluetoothの機能やワンセグ受信機能も本機種には搭載されており、これだけの多機能な機種でありながら厚さ17.4mmとW53CAより更なる薄型化を実現している。
そして、W63CAのカメラムービーで録画した動画ファイルはW63CA専用のアプリを利用することでYouTubeへ簡単に投稿することも可能である。
ちなみに、基本構造はW63Hと共通であり、電池パックも同機種と共通である。

## 評判
本機種は2008年11月21日から11月28日にかけて発売された。その週から9週連続でauでの売上1位を獲得し、2009年1月第4週にW65Tに1位を奪われたものの、次週に再び首位を奪い返している。発売から半年経っても人気に陰りはなく、auでの機種別売り上げ1位を保っていた。
カシオ計算機のデジタルカメラ“EXILIM”ブランドを冠した809万画素のカメラ機能やVisualワイドVGAの3.1インチ有機ELディスプレイを搭載し、あらゆる新機能・新サービスに対応したハイエンド端末（2008年当時）であるところが人気の一因であると考えられる。
auのLISMO PlayerでBluetoothヘッドフォンを使用するにはSCMS-T規格に対応したヘッドフォンを購入しなければならない。ただ、これらの情報はカタログに記載されておらず、取扱説明書に小さく記述されているだけなので、知らないユーザーが多い。このため未対応Bluetooth機器を購入したユーザーからのクレームが少なからず存在する。
未対応機種でも接続はできるが画面上部に♪/（BTマークに音符、斜線）のマークが入る。

## 沿革
- 2008年8月29日 - JATE（電気通信端末機器審査協会）通過（認定日:2008年8月29日、認定番号:AD08-0373001）
- 2008年10月27日 - KDDI、およびカシオ計算機より公式発表。
- 2008年11月21日 - メタルグリーンを除く各本体色が北海道、東北、中国、四国、九州、沖縄地区にて発売。
- 2008年11月22日 - メタルグリーンを除く各本体色が上記以外の残りの地区にて発売。
- 2008年11月28日 - メタルグリーンが全国で一斉販売。
- 2009年3月5日 - 四国、沖縄地区にてバーニッシュレッドとビターブラックがそれぞれ追加発売。
- 2009年3月6日 - 上記以外の残りの地区にてバーニッシュレッドとビターブラックがそれぞれ追加発売。
- 2009年11月末 - 販売終了。
- 2022年3月31日 - auの3Gサービス（CDMA 1X WIN）の終了・停波により当端末は利用不可となる。

## 対応サービス
- EZドキュメントビューアー

| 主な対応サービス                                       | 主な対応サービス                 | 主な対応サービス                                             | 主な対応サービス                |
| ------------------------------------------------------ | -------------------------------- | ------------------------------------------------------------ | ------------------------------- |
| au LISTEN MOBILE SERVICE                               | LISMOビデオクリップ              | LISMO Video                                                  | EZ着うたフル EZ着うたフルプラス |
| au BOX                                                 | ワイヤレスミュージック           | au Smart Sports Run & Walk Karada Manager カロリーカウンター | EZナビウォーク 3D・声de入力対応 |
| EZ助手席ナビ                                           | 安心ナビ                         | 災害時ナビ                                                   | ナカチェン                      |
| EZアプリ FullGame! Bluetooth対戦                       | EZアプリ(BREW)                   | オープンアプリプレイヤー                                     | PCサイトビューアー              |
| EZケータイアレンジ アレンジメニュー                    | au oneガジェット                 | じぶん銀行アプリ                                             | EZ・FM                          |
| EZチャンネル EZチャンネルプラス EZニュースフラッシュ   | Touch Message                    | EZFeliCa                                                     | ケータイ de PCメール            |
| デコレーションメール 絵しゃべりメール ラッピングメール | デコレーションアニメ             | au one メール                                                | 緊急通報位置通知                |
| ワンセグ                                               | グローバルパスポート (CDMA・GSM) | 赤外線通信 (irSimple)                                        | Bluetooth                       |

## 不具合
2008年11月28日に以下の不具合の修正がケータイアップデートにより行われた。
- アラームやスケジュール、タスクリスト等が設定時刻に起動しない場合がある

2009年2月25日に以下の不具合の修正がケータイアップデートにより行われた。
- データフォルダのデータが参照できず、読み込みに失敗する場合がある
- 複数のEZアプリ (BREW) を起動した状態で、EZweb上で文字入力を行うと電源のリセットやキー操作を受付けない状態になる場合がある

2009年7月2日に以下の不具合の修正がケータイアップデートにより行われた。
- SSLサイトで大きなファイルアップロードを行うと時々接続が切断される場合がある
- EZweb利用中に電源のリセットやキー操作を受付けない状態になる場合がある
- アラームが鳴動しない場合がある
- ムービー撮影後、キー操作を受付けない状態になる場合がある

2009年8月25日に8月5日より停止していたケータイアップデートを以下の不具合を修正し再開。 
- 7月2日にリリースした「ケータイアップデート」を実施するとダウンロード予約機能に一部不具合が発生する